# أنتوني عزيزي
أنتوني عزيزي (بالإنجليزية: Anthony Azizi) هو ممثل أمريكي، ولد في 29 مايو 1969 بنيويورك في الولايات المتحدة.

## أعمال

### أفلام
- (1999) ثلاثة ملوك[2]
- (2001) تومكاتس[3]
- (2007) حرب تشارلي ويلسون

### مسلسلات
- اكذب علي
- الضياع
- لوس أنجلوس
- بنات غيلمور
- بيرسون أوف إنترست
- ذا منتاليست
- ربات بيوت يائسات
- عقول إجرامية
- فلاش فورورد
- فيرونيكا مارس
- كيف تفلت بجريمة قتل[4]

## وصلات خارجية
- أنتوني عزيزي على موقع IMDb (الإنجليزية)
- أنتوني عزيزي على موقع ألو سيني (الفرنسية)
- أنتوني عزيزي على موقع أول موفي (الإنجليزية)
- أنتوني عزيزي على موقع قاعدة بيانات الأفلام السويدية (السويدية)
- أنتوني عزيزي على موقع قاعدة بيانات الفيلم (الإنجليزية)
- أنتوني عزيزي على موقع كينوبويسك (الروسية)